# Tứ đại rắn độc Ấn Độ
Tứ đại rắn độc là 4 loài rắn ở Ấn Độ, là nguyên nhân gây ra hầu hết các vụ rắn cắn tử vong ở Ấn Độ hằng năm, gồm: rắn hổ mang Ấn Độ, rắn cạp nia Ấn Độ, rắn lục Russell's, và rắn lục vảy cưa hay thường gọi là rắn lục hoa cân.

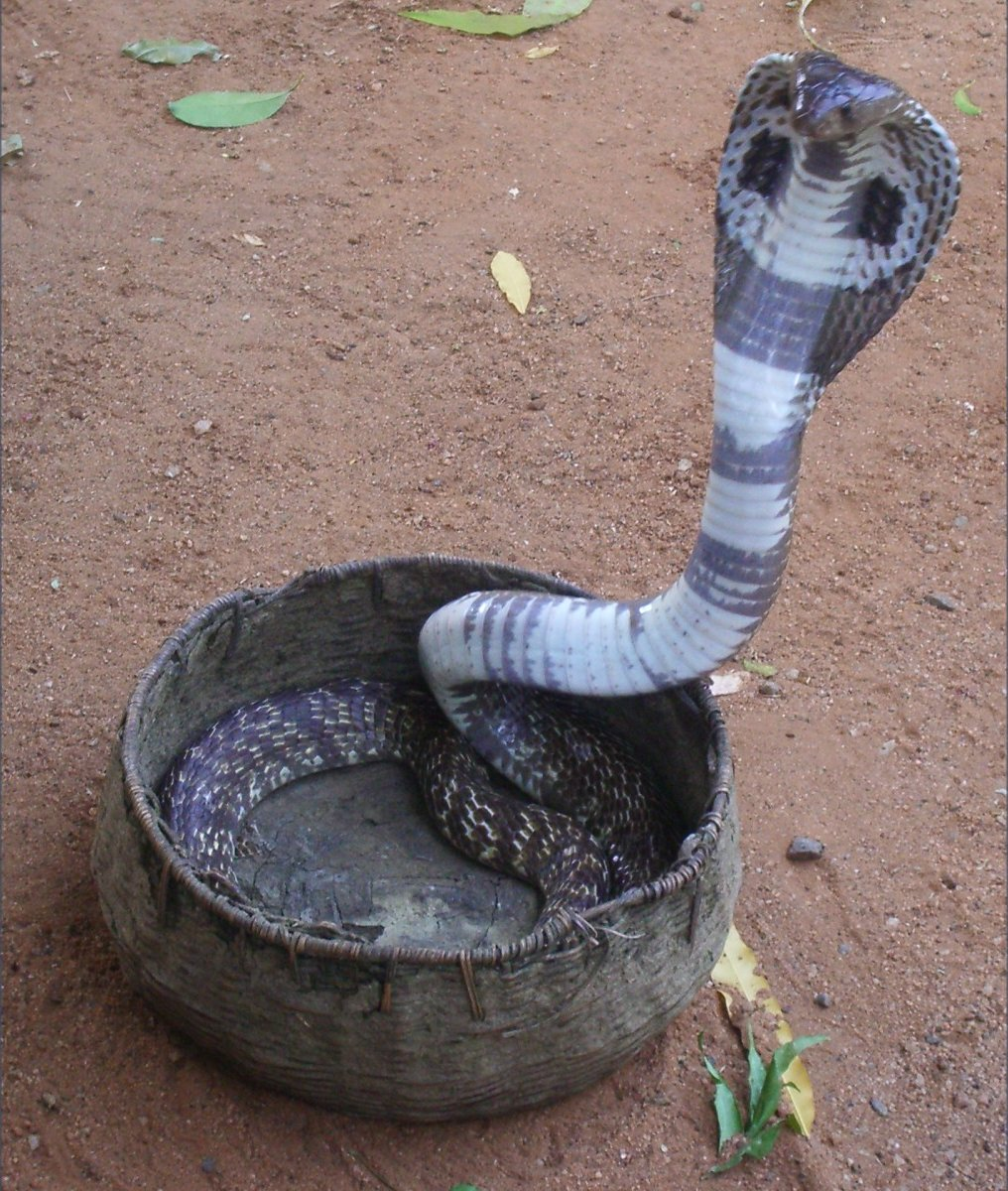
Naja naja, Rắn hổ mang Ấn Độ.
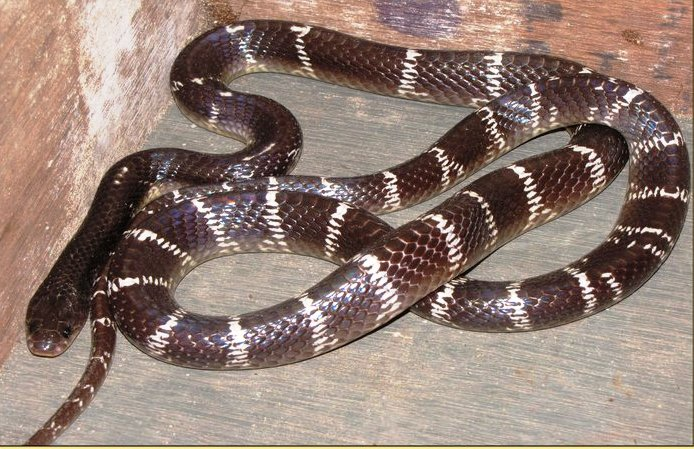
Bungarus caeruleus Rắn cạp nia Ấn Độ.
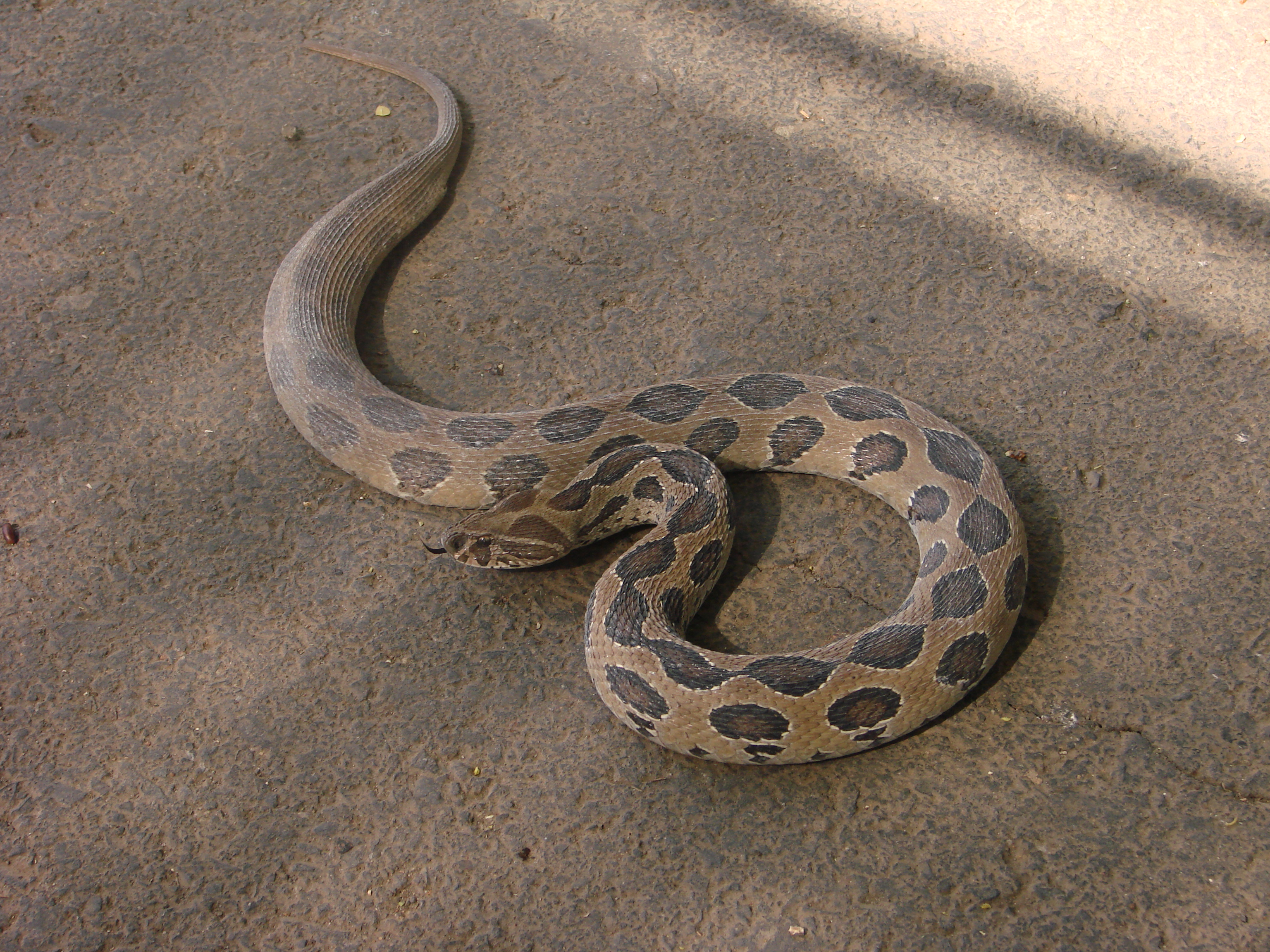
Daboia russelii, Rắn lục Russell's.
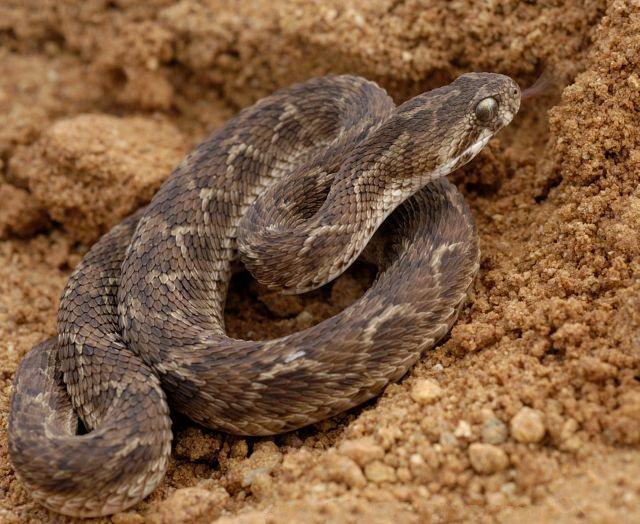
Echis carinatus, rắn lục vảy cưa.